# Toulouse-le-Château
Toulouse-le-Château ist eine französische Gemeinde mit 209 Einwohnern (Stand 1. Januar 2022) im Département Jura in der Region Bourgogne-Franche-Comté. Sie gehört zum Arrondissement Lons-le-Saunier und zum Kanton Bletterans. 
Die Nachbargemeinden sind Monay im Norden, Darbonnay im Osten, Saint-Lamain im Südosten, Mantry im Süden und Sellières im Westen.

## Geschichte
Von 1790 bis 1794 übernahm Toulouse die Ortschaft Fangy. 1938 wurde der Ortsname in Toulouse-le-Château umgeändert.

## Weblinks

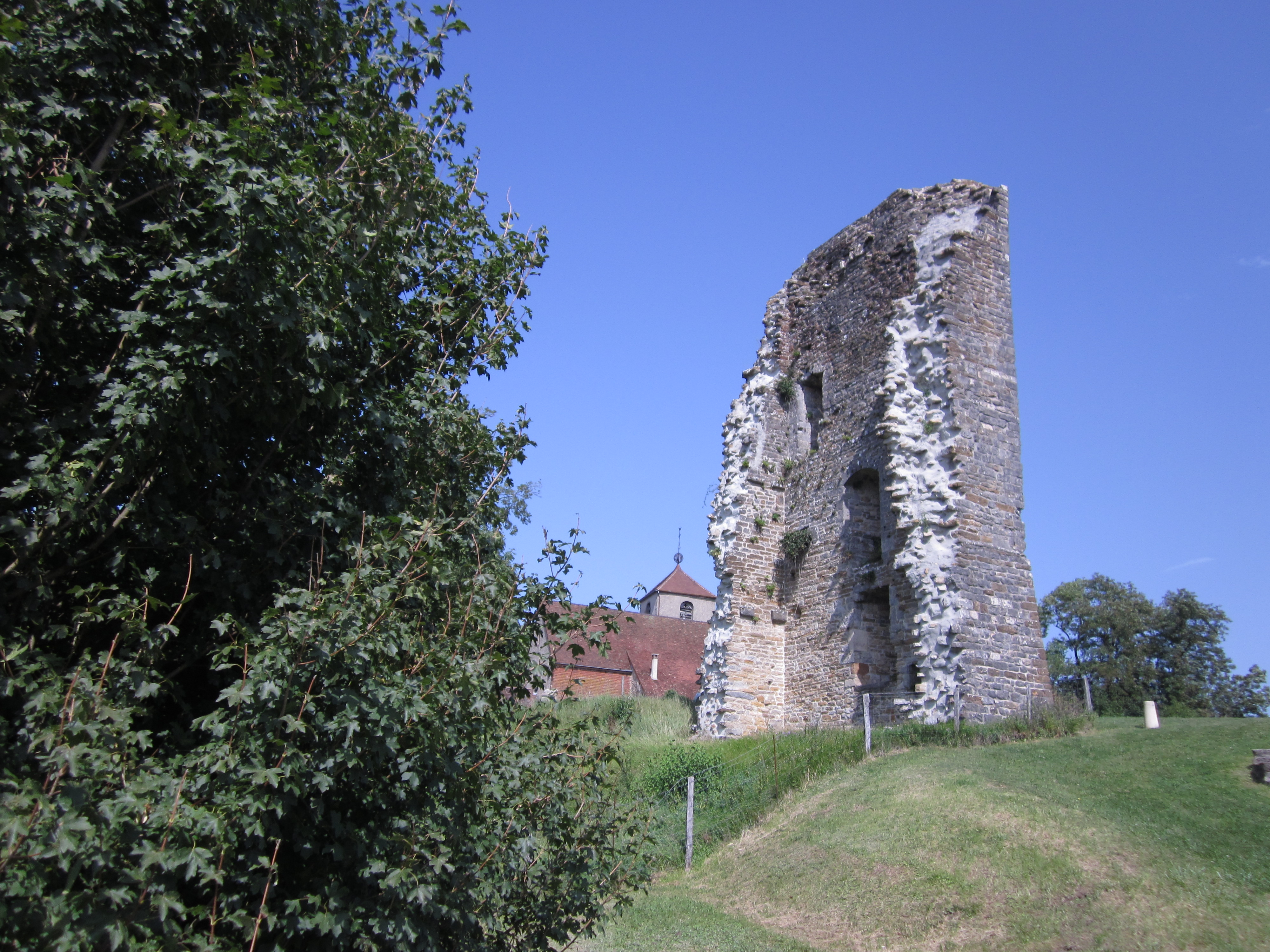
Schlossruine

### Bevölkerungsentwicklung
| Jahr                       | 1962 | 1968 | 1975 | 1982 | 1990 | 1999 | 2010 | 2017 |
| -------------------------- | ---- | ---- | ---- | ---- | ---- | ---- | ---- | ---- |
| Einwohner                  | 188  | 173  | 146  | 160  | 180  | 159  | 212  | 221  |
| Quellen: Cassini und INSEE |      |      |      |      |      |      |      |      |